# Хаусман, Рене Орландо
Рене́ Орла́ндо Ха́усман (исп. René Orlando Houseman; 19 июля 1953, Ла-Банда, Сантьяго-дель-Эстеро, Аргентина — 22 марта 2018) — аргентинский футболист, полузащитник, чемпион мира 1978 года.

## Карьера

### Клубная
Играл в клубах «Дефенсорес де Бельграно», «Уракан», Ривер Плейт, чилийском «Коло-Коло», клубе «Амазулу» из ЮАР, «Индепендьенте» и «Экскурсионистасе».

### В сборной
В составе сборной Аргентины Хаусман участвовал в чемпионате мира 1974 года, где забил три гола. Его лучшим достижением была победа на чемпионате мира 1978 года (он вышел на замену на 75 минуте в финале). Его карьера была прервана из-за проблем с алкоголизмом, с которым он боролся в течение последних 20 лет.
| Чемпионат мира | Результат  | Выступления | Голы |
| -------------- | ---------- | ----------- | ---- |
| Германия 1974  | 1/4 финала | 6           | 3    |
| Аргентина 1978 | Чемпион    | 5           | 1    |

## Достижения
- Чемпион Аргентины: 1973 (Метрополитано)
- Обладатель Кубка Ньютона: 1975, 1976
- Обладатель Кубка Феликса Богато: 1976
- Обладатель Кубка Липтона: 1976
- Обладатель Кубка Рамона Кастильо: 1976, 1978
- Чемпион мира: 1978
- Обладатель Кубка Либертадорес: 1984